# 平岡梓
平岡 梓（ひらおか あずさ、1894年〈明治27年〉10月12日 - 1976年〈昭和51年〉12月16日）は、日本の農商務・農林官僚。内務官僚・平岡定太郎の長男。作家・三島由紀夫の父。少年時代の三島の執筆活動に大反対し、あえて悪役を買って出たことで、三島の反骨精神を目覚めさせて作家としての成長を間接的に助けた。息子・三島の死後は、その毒舌的なシニカルさや、ブラック・ユーモアの入り交ざった回想録『伜・三島由紀夫』を著し、貴重な三島資料を残したことで知られる。

## 略歴
1894年（明治27年）10月12日、東京府東京市赤坂区の日枝神社参道入口付近の家で、父・平岡定太郎（内務官僚）と母・永井なつ（東京府士族・大審院判事・永井岩之丞の長女）との間の長男として誕生。本籍地は兵庫県印南郡志方村大字上富木119番地（現在の加古川市志方町上富木）。梓の名は、定太郎が敬愛していた早稲田専門学校（現・早稲田大学）時代の恩師・小野梓に由来する。父・定太郎は梓が生れるとすぐに徳島県に転勤。その後一旦、本省に戻るが地方勤務が多く、父親不在の生活が高校入学まで続いた。梓には兄弟姉妹はなく、一人っ子として育った。
1912年（明治45年）3月、開成中学を卒業後、2浪。この時期に神経衰弱ぎみになり、哲学書や文芸書などに親しんだ。1914年（大正3年）9月に第一高等学校に入学。この頃、父・定太郎は樺太庁長官を失脚した。一高を卒業した梓は、東京帝国大学法学部法律学科（独法）に入学した。一高からの同級生には、岸信介、我妻栄、三輪寿壮らがいた。
東京帝大法学部時代のある冬の日、梓は正門前で同級生の三輪寿壮が、見知らぬ小柄な一高生の後輩と歩いているところに出くわした。梓は三輪に、肉でも食べようと湯島の牛肉屋「江知勝」に誘うが、今日は連れがあるから駄目だと三輪は断り、少し離れたところに立っている「弊衣破帽で色褪せたぼろぼろのマント」を羽織った「目玉ばっかりバカでかい貧弱な一高生」を指さした。
そしてその数日後、家にあそびに来た三輪から、その一高生が「川端康成」という作家志望の後輩だと聞き、正式に紹介すると言われたが、梓は辞退した。
1919年（大正8年）、高等文官試験を一番で合格し、大蔵省を受けたが面接官の印象がよくなく農商務省（現・農林水産省）に内定した。1920年（大正9年）7月、東京帝国大学を卒業し、農商務省に入省。事務官となった。岸信介も同期入省だった（岸は一高へ現役入学のため年齢は2歳下となる）。
1924年（大正13年）4月19日、東京府豊多摩郡大久保町大字西大久保408番地（現・東京都新宿区大久保）に住む橋倭文重（漢学者・橋健三の次女）と結婚。両親と同居している東京市四谷区永住町2番地（現・東京都新宿区四谷四丁目22番）の住居に嫁を迎え入れた。2階に梓と倭文重、1階が両親の住いとなり、女中6人、書生1人、新潟出身の下男1人がいた。この借家は東北出身の軍医が建てた和洋折衷といった趣の屋敷で、同番地内で一番大きい家だった。
翌年の1925年（大正14年）1月14日に長男・公威（のちの三島由紀夫）が誕生した。公威が生まれて49日目に、「二階で赤ん坊を育てるのは危険だ」という口実の下、母・夏子は公威を梓たちから奪い取り、自室で育て始めた。妻・倭文重が授乳する際も、夏子が時間を計ったという。
同年の1925年（大正14年）、農商務省が、機構改革により農林省（現・農林水産省）と商工省（現・経済産業省）に分割され、梓は農林省蚕糸局へ行った。同局に1927年（昭和2年）、楠見義男が配属されてきた。
1928年（昭和3年）2月23日に長女・美津子、1930年（昭和5年）1月19日に次男・千之が誕生した。1933年（昭和8年）3月頃に、慶応病院が近くにある四谷区西信濃町16番地（現・新宿区信濃町8番）の借家に転居。8月に定太郎と夏子が、そこから2、3軒離れた家に住むことになり、夏子が溺愛する長男・公威だけがそこに加わることになった。この年の7月、梓は農林省米穀部経理課長となった。
1937年（昭和12年）3月、梓は官僚として欧州を外遊した。この旅行の手土産には、 グイド・レーニの「聖セバスチャン」が載っている美術画集もあった。同年4月、梓の一家は渋谷区大山町15番地（現・渋谷区松濤二丁目4番8号）にある洋館の借家に転居することになった。これを機に、定太郎が夏子を説得し、中等科1年生の公威は夏子から引き離され、梓たちと同居するようになった。
同年10月9日、農林省営林局事務官に就任し、大阪営林局長となった。これ以降、1941年（昭和16年）１月21日に農林省水産局長に就任するまでの約3年間、大阪に単身赴任した。単身赴任中の1939年（昭和14年）1月18日に母・夏子が潰瘍出血のため死去。
1942年（昭和17年）3月、約1年務めた水産局長を最後に、農林省を退官。民間の国策会社に天下り、日本瓦斯用木炭株式会社社長に就任した。同年8月26日に父・定太郎が死去。
1945年（昭和20年）10月23日、17歳の長女・美津子を腸チフスで亡くし、悲しみに暮れた。同年の終戦で日本瓦斯用木炭株式会社は機能停止し、1946年（昭和21年）10月に日本薪炭株式会社となるが、1948年（昭和23年）1月に政府命令で閉鎖された。引退後は、長男の公威（作家・三島由紀夫として認められた）と生計を共にしながら暮らした。
1950年（昭和25年）8月には、目黒区緑ケ丘2323番地（現・緑が丘一丁目17番24号）の借家へ転居。その後三島の結婚に伴い、1959年（昭和34年）5月からは、大田区馬込東一丁目1333番地（現・南馬込四丁目32番8号）の新築の邸宅に移住した。
1965年（昭和40年）5月、期外として東京弁護士会に登録（第9682号）したが、弁護士業務はおこなわなかった。1970年（昭和45年）11月25日、長男の三島が自衛隊市ヶ谷駐屯地で割腹自決した（詳細は三島事件を参照）。
1971年（昭和46年）、3月23日から東京地方裁判所で始まった「楯の会事件」の公判（全18回）には、嫁の平岡瑤子、遺言執行人の斎藤直一弁護士と共に傍聴した。梓は同年の12月から翌1972年（昭和47年）4月まで、雑誌『諸君!』に三島の思い出を綴った手記「伜・三島由紀夫」を連載し、5月に文藝春秋から刊行された。裁判のことなどを回想した続編も、その2年後の1974年（昭和49年）6月に刊行した。
1976年（昭和51年）、肝硬変を患っていた梓は、肺に溜まった膿漿による呼吸困難のため、12月16日の午後2時50分頃、虎ノ門病院で82歳にて死亡。12月18日、次男・千之が喪主となり、葬儀・告別式が港区愛宕一丁目33の青松寺で営まれ、正四位勲三等が贈られた。

## 人物像

### 官僚として
『人名辞典』によると、「父に肖て活潑機智にとむ」と記載されている。
農林省で梓の7年後輩の楠見義男によれば、蚕糸局繭糸課に楠見が配属された時、梓はすでに蚕業課に2年間いたが、1か月ほど働いた頃、繭糸課長から呼ばれ、「隣の課の平岡君はあまり仕事熱心でなく業務が滞りがちなので手伝ってやってくれんかね」と頼まれたという。蚕業課長は技師で、技術的な知識も習得する必要のある業務だったが、梓はあまり仕事熱心でなく席を離れて廊下をうろうろし、暇そうな事務官を見つけては油を売っている“廊下トンビ”だったとされる。
楠見は、昼休み近くになると梓から、「よう、楠見君」と声をかけられ、三越の特別食堂ができると、よくそこへ連れて行かれたという。夕方、勤務終了時間になれば、「さあ、帰ろう」と誘われ、帰路によく明治屋で一緒にコーヒーを飲んだ。砂糖を入れず、いつもブラックで飲んでいた梓について楠見義男は、「都会人なので農林省は肌が合わなかったのでしょうか」と回想している。また、｢退庁時間が近づくとソワソワするような人だった。同期の岸さんも“あいつは駄目だからなぁ”と放ってました」とも述べている。
米穀経理課長時代には、父・定太郎の妹のむめの次男（従弟）が横浜の倉庫会社に勤めていたため、台湾や朝鮮からの移入米をそこに納入する便宜をはかり、従弟は会社の神戸支店を経営するようになった。梓は大阪営林局長に栄転し、大阪に単身赴任している頃、その見返りとして、従弟がお供させて神戸福原遊廓や、宗右衛門町、花隈、先斗町の茶屋などで遊んでいたという。
毒舌的で変わった人柄であった梓は、部下の営林局経理部長が胃潰瘍で亡くなった時の追悼座談会で、各々が故人を褒めたたえる中、「みんなも申されるように怒らない人で、何とかして怒らせようとしても一向に顔色を変えない。受け流して仕舞うので小憎らしく思うこともあった。じつに温和な性格であったが、部下のボーナスや進級の話がでるとムキになって頑張るので、打って変わる態度を奇異に思って、顔を見返したこともある」と発言した後、これから別の会合があると言い残して中座したという。こういった性格のため、部下からも人望が得られず、その後の本省の水産局長も一年足らずで退官となったのではないかとされている。

### 梓と三島由紀夫
梓は三島が3歳の頃、普段夏子の部屋で女の子のように育てられている我が子を心配して蒸気機関車を間近に見せてやろうと新宿に連れて行った。抱き上げた息子の顔面をソフト帽でかばいながら、焼けボックイの柵のところで機関車すれすれまで近づき、「こわいか、大丈夫だよ、泣いたら弱虫でドブに捨ててしまうよ」と脅かしスパルタ教育を施したが、幼い三島は能面のように全く無反応であったという。
梓は息子を男らしく育てようと意気込み、三島が猫を膝に乗せて可愛がったりする光景も男らくしない癪にさわる行為と映り、その愛猫を思い切って捨てた。しかし、三島はどこからか代わりの猫をすぐに探してきて、また可愛がって飼っていた。そんなことの繰り返しの末、今度、梓は猫の餌に鉄粉を混ぜ、死なせようとした。しかし猫は衰弱するどころか、かえって元気になっていったという。
幼い三島はよく隣の塀の節穴を覗きに行っていた。気になった梓があとでそこを覗いてみると、三島と同年輩のわんぱくな男の子たちが野球や相撲をして遊んでいた。梓はそれをきっかけに、家の中で三島の相撲遊びの相手をしてやるようになった。三島が有名作家になった後、梓は三島との雑談中にこの思い出に触れ、幼年時代の別世界への羨望や悲哀が「お前の文学の小函に流れ込んでいるはずだ」と言ったら、三島は、「まったくその通りで、生れ落ちてからのすべてのものが僕の文学の小函には入っております。然し自分はもう一つ、別に秘密の小函を作っている」と答え、出来上がった作品が『憂国』だったという。
梓は農商務省の官僚時代に、鮎の養殖場の件など、大蔵省官僚に予算の折衝で何度も横柄な態度に出られ、大名と乞食のようなやり取りで悔しい思いを経験した。そのため仇討ちとして長男の三島を大蔵省に入省させたかった梓は、息子を叱咤激励し勉学に勤しませた。
学校の成績はいいのに、実業とはいえない軟弱な文学に熱中する息子の姿を苦々しく思い、日頃から叱っていた梓は、大阪の単身赴任中にも、息子の将来のことを案ずる手紙を書いて牽制していた。
そして赴任先から帰京すると、相変わらず文芸活動している息子を呼び出し、「この不良少年め」と怒鳴りつけたり、執筆中の息子の部屋に突如侵入して書きかけの原稿でも構わずに破り捨て、叱り飛ばした。
しかし、こんな風に暴君を気取っていた梓も、次第に大東亜戦争（太平洋戦争）の戦況が激しくなるに従い、やがて徴兵される息子の形見の小説のため、せっせと原稿用紙や製本用紙を調達していたことが看取されている。三島が使用していた原稿用紙は36種類あり、その中には、梓が天下りした日本瓦斯木炭株式会社の社報用の原稿用紙や、農林省蚕糸局にいた時に入手したと思われる日本蚕糸統制株式会社の原稿用紙があった。
戦争末期には、徴兵検査に合格し召集令状を受け取った三島と一緒に、入隊先の本籍地の兵庫県へ行った。母・倭文重の風邪がうつって高熱を出していた三島は、検査で血沈を示し肺浸潤と診断され、即日帰郷の身となった。梓はその時の喜びを以下のように回想している。
梓は三島が東京帝国大学に入る際にも文学部の進学に猛反対し、きちんとした生活基盤を確保した上で文学を楽しめと説得して法学部に進ませた。しぶしぶ了解した三島だったが、後年このことを梓に感謝し、法学部での教育が自らの文学に論理的な基盤を与えたとしている。これは、三島文学に対する梓の唯一の貢献として知られている。
戦時中は当時の軍国主義的風潮に染まりきってナチス・ドイツを賛美していた梓だったが、敗戦によって価値観が一変し、「これからは芸術家の世の中だから、やっぱり小説家になったらいい」と三島を激励するまでになった。しかし、すぐにまた、息子が高等文官試験に合格し大蔵省の官僚になることを強く希望した。
三島は大蔵省の仕事と作家活動の二重生活で多忙であった。依頼された原稿の執筆で、睡眠時間は3、4時間で朝6時には起床し出勤するという状態を続けていた。文学への思いは断ちきれず、梓にどうか大蔵省を辞めて小説家で身を立てさせてほしいと繰り返し懇願したが、｢馬鹿なこと言うな。絶対許さん｣と梓は頑強に承知しなかったという。倭文重が仲を取り持とうとすると、「貴様、俺の味方をして、二人力を合わせて倅を口説くのが女房であり、母である。それを向うの味方になるということがあるかっ！｣と近所中に聞こえそうな大声で怒鳴りつけていたとされる。
三島が、川端康成が重役を務める鎌倉文庫の雑誌『人間』に短編を発表していた1947年（昭和22年）頃、梓は密かに出版社を訪ねて、編集長・木村徳三に、「あなた方は、公威が若くて、ちょっと文章がうまいものだから、雛妓、半玉を可愛がるような調子でごらんになっているのじゃありませんか。あれで椎名麟三さんのようになれるものですかね。朝日新聞に載るような一人前の作家になれますか。どうお考えなのでしょうか」と尋ねたという。この父親の来社を木村は三島には報告しなかった。
1946年（昭和21年）12月14日の夜遅く、三島が太宰治を囲む会に出席した帰り道、練馬から渋谷駅まで三島と一緒だった中村稔は、渋谷駅のハチ公口を出ると、そこに三島の父親が迎えに来ていたと回想している。
三島が『仮面の告白』執筆前の1948年（昭和23年）、ある雨の日の朝、出勤途中の渋谷駅のプラットフォームで転倒して線路に落ちるという一件があった。心の中では息子の疲労状態を心配していた梓はこれを聞き、命あっての物種と観念して、「役所をやめてよい、さあ作家一本槍で行け、その代り日本一の作家になるのが絶対条件だぞ」と言った。
梓は風貌が永井荷風を思わせたことから、三島から蔭で“永井荷風先生”と呼ばれていた。ちなみに、永井荷風とは夏子の家系での遠い親戚にあたる。なお、三島は自身の要件で、父親に面会する相手には、手紙で、「父は変わり者なので、無礼はご寛容下さい（大意）」と述べた事もあったという。編集者が家に来て、応接間で三島と倭文重と談笑していると、梓が廊下からそっと中の様子をうかがって仲間に入ることはなかったが、三島がベストセラーを出す頃になると、梓が応対に出るようになったという。
講談社の編集者・川島勝とすっかり仲良くなった梓は、川島の家を訪問し、一緒に飲み屋に行くようになった。三島の独身時代には、複数の花嫁候補について川島に興信所のような調査を依頼したこともあり、三島が「楯の会」を結成した頃には、三島がよく出入りする渋谷のラーメン屋「元祖札幌ラーメン」と、同行者たちが誰かの調査も依頼されたという。
三島が建てた大田区の邸宅の敷地内の離れ家に住んでいた頃は、三島との打ち合わせを終えた編集者・榎本昌治と川島が恒例のように飲みに立ち寄り、出版界や文壇、芸能界の情報を提供してくれるのを楽しみにしていた。またその頃は、『東京いい店うまい店』の本を手にしながら、一軒一軒看板に偽りがないかを調査するため食べ歩きをし、帰りには必ず本に○×の判定を書いていたという。
映画『からっ風野郎』で主役を演じた三島が、ラストシーン（拳銃で撃たれてエスカレーターに転がり落ちる）の撮影中に頭部を強打し、脳震盪で病院に救急搬送された時、「息子の頭をどうしてくれるんだ!」と梓は激怒した。しかし映画完成後、監督の増村保造が三島邸に招待された際には、「下手な役者をあそこまできちんと使って頂いて」と増村にお礼を言ったという。増村は三島に怪我をさせて申し訳ないと思っていたのに逆に礼を言われたため、帰り道に「明治生まれの男は偉い」と梓のことを褒めていたという。

## 家族

### 平岡家
祖父・太吉（農業、金融業）
天保4年（1833年）10月18日生 - 1896年（明治29年）6月3日没
兵庫県平民
祖母・つる
天保7年（1836年）9月生 - 1916年（大正5年）没
兵庫県平民の寺岡久平の長女
父・定太郎（内務官僚、第3代・樺太庁長官）
1863年（文久3年）6月4日生 - 1942年（昭和17年）8月26日没
母・夏子（東京府士族･元大審院判事永井岩之丞の長女。幕臣・玄番頭・永井尚志の孫）
1876年（明治9年）6月27日生 - 1939年（昭和14年）1月18日没
妻・倭文重（漢学者・橋健三の次女）
1905年（明治38年）2月18日生 - 1987年（昭和62年）10月21日没
長男・公威（作家）
1925年（大正14年）1月14日生 - 1970年（昭和45年）11月25日没
長女・美津子
1928年（昭和3年）2月23日生 - 1945年（昭和20年）10月23日没
次男・千之（外交官）
1930年（昭和5年）1月19日生 - 1996年（平成8年）1月9日没
孫・紀子（演出家）
1959年（昭和34年）6月2日生 -
孫・威一郎（元実業家）
1962年（昭和37年）5月2日生 -

### 系図
| 初代孫左衛門 | 初代孫左衛門 | 初代孫左衛門 | 初代孫左衛門 | 初代孫左衛門 | 初代孫左衛門 |  |  | 2代目孫左衛門 | 2代目孫左衛門 | 2代目孫左衛門 | 2代目孫左衛門 | 2代目孫左衛門 | 2代目孫左衛門 |  |  | 初代利兵衛 | 初代利兵衛 | 初代利兵衛 | 初代利兵衛 | 初代利兵衛 | 初代利兵衛 |  |  | 2代目利兵衛 | 2代目利兵衛 | 2代目利兵衛 | 2代目利兵衛 | 2代目利兵衛 | 2代目利兵衛 |  |  | 3代目利兵衛        | 3代目利兵衛        | 3代目利兵衛        | 3代目利兵衛        | 3代目利兵衛        | 3代目利兵衛        |  |  | 太左衛門 | 太左衛門 | 太左衛門 | 太左衛門 | 太左衛門 | 太左衛門 |  |  |
| 初代孫左衛門 | 初代孫左衛門 | 初代孫左衛門 | 初代孫左衛門 | 初代孫左衛門 | 初代孫左衛門 |  |  | 2代目孫左衛門 | 2代目孫左衛門 | 2代目孫左衛門 | 2代目孫左衛門 | 2代目孫左衛門 | 2代目孫左衛門 |  |  | 初代利兵衛 | 初代利兵衛 | 初代利兵衛 | 初代利兵衛 | 初代利兵衛 | 初代利兵衛 |  |  | 2代目利兵衛 | 2代目利兵衛 | 2代目利兵衛 | 2代目利兵衛 | 2代目利兵衛 | 2代目利兵衛 |  |  | 3代目利兵衛        | 3代目利兵衛        | 3代目利兵衛        | 3代目利兵衛        | 3代目利兵衛        | 3代目利兵衛        |  |  | 太左衛門 | 太左衛門 | 太左衛門 | 太左衛門 | 太左衛門 | 太左衛門 |  |  |
|              |              |              |              |              |              |  |  |               |               |               |               |               |               |  |  |            |            |            |            |            |            |  |  |             |             |             |             |             |             |  |  |                    |                    |                    |                    |                    |                    |  |  |          |          |          |          |          |          |  |  |
|              |              |              |              |              |              |  |  |               |               |               |               |               |               |  |  |            |            |            |            |            |            |  |  |             |             |             |             |             |             |  |  |                    |                    |                    |                    |                    |                    |  |  |          |          |          |          |          |          |  |  |
|              |              |              |              |              |              |  |  | 太吉          | 太吉          | 太吉          | 太吉          | 太吉          | 太吉          |  |  | 萬次郎     | 萬次郎     | 萬次郎     | 萬次郎     | 萬次郎     | 萬次郎     |  |  | こと        | こと        | こと        | こと        | こと        | こと        |  |  |                    |                    |                    |                    |                    |                    |  |  |          |          |          |          |          |          |  |  |
|              |              |              |              |              |              |  |  | 太吉          | 太吉          | 太吉          | 太吉          | 太吉          | 太吉          |  |  | 萬次郎     | 萬次郎     | 萬次郎     | 萬次郎     | 萬次郎     | 萬次郎     |  |  | こと        | こと        | こと        | こと        | こと        | こと        |  |  |                    |                    |                    |                    |                    |                    |  |  |          |          |          |          |          |          |  |  |
|              |              |              |              |              |              |  |  |               |               |               |               |               |               |  |  |            |            |            |            |            |            |  |  |             |             |             |             |             |             |  |  | 公威（三島由紀夫） | 公威（三島由紀夫） | 公威（三島由紀夫） | 公威（三島由紀夫） | 公威（三島由紀夫） | 公威（三島由紀夫） |  |  | 紀子     | 紀子     | 紀子     | 紀子     | 紀子     | 紀子     |  |  |
|              |              |              |              |              |              |  |  |               |               |               |               |               |               |  |  |            |            |            |            |            |            |  |  |             |             |             |             |             |             |  |  | 公威（三島由紀夫） | 公威（三島由紀夫） | 公威（三島由紀夫） | 公威（三島由紀夫） | 公威（三島由紀夫） | 公威（三島由紀夫） |  |  | 紀子     | 紀子     | 紀子     | 紀子     | 紀子     | 紀子     |  |  |
|              |              |              |              |              |              |  |  | 寺岡つる      | 寺岡つる      | 寺岡つる      | 寺岡つる      | 寺岡つる      | 寺岡つる      |  |  | 桜井ひさ   | 桜井ひさ   | 桜井ひさ   | 桜井ひさ   | 桜井ひさ   | 桜井ひさ   |  |  | 萬壽彦      | 萬壽彦      | 萬壽彦      | 萬壽彦      | 萬壽彦      | 萬壽彦      |  |  |                    |                    |                    |                    |                    |                    |  |  |          |          |          |          |          |          |  |  |
|              |              |              |              |              |              |  |  | 寺岡つる      | 寺岡つる      | 寺岡つる      | 寺岡つる      | 寺岡つる      | 寺岡つる      |  |  | 桜井ひさ   | 桜井ひさ   | 桜井ひさ   | 桜井ひさ   | 桜井ひさ   | 桜井ひさ   |  |  | 萬壽彦      | 萬壽彦      | 萬壽彦      | 萬壽彦      | 萬壽彦      | 萬壽彦      |  |  |                    |                    |                    |                    |                    |                    |  |  |          |          |          |          |          |          |  |  |
|              |              |              |              |              |              |  |  |               |               |               |               |               |               |  |  | 定太郎     | 定太郎     | 定太郎     | 定太郎     | 定太郎     | 定太郎     |  |  |             |             |             |             |             |             |  |  | 杉山瑤子           | 杉山瑤子           | 杉山瑤子           | 杉山瑤子           | 杉山瑤子           | 杉山瑤子           |  |  | 威一郎   | 威一郎   | 威一郎   | 威一郎   | 威一郎   | 威一郎   |  |  |
|              |              |              |              |              |              |  |  |               |               |               |               |               |               |  |  | 定太郎     | 定太郎     | 定太郎     | 定太郎     | 定太郎     | 定太郎     |  |  |             |             |             |             |             |             |  |  | 杉山瑤子           | 杉山瑤子           | 杉山瑤子           | 杉山瑤子           | 杉山瑤子           | 杉山瑤子           |  |  | 威一郎   | 威一郎   | 威一郎   | 威一郎   | 威一郎   | 威一郎   |  |  |
|              |              |              |              |              |              |  |  |               |               |               |               |               |               |  |  |            |            |            |            |            |            |  |  | 梓          | 梓          | 梓          | 梓          | 梓          | 梓          |  |  | 美津子             | 美津子             | 美津子             | 美津子             | 美津子             | 美津子             |  |  |          |          |          |          |          |          |  |  |
|              |              |              |              |              |              |  |  |               |               |               |               |               |               |  |  |            |            |            |            |            |            |  |  | 梓          | 梓          | 梓          | 梓          | 梓          | 梓          |  |  | 美津子             | 美津子             | 美津子             | 美津子             | 美津子             | 美津子             |  |  |          |          |          |          |          |          |  |  |
|              |              |              |              |              |              |  |  |               |               |               |               |               |               |  |  | 永井なつ   | 永井なつ   | 永井なつ   | 永井なつ   | 永井なつ   | 永井なつ   |  |  |             |             |             |             |             |             |  |  | 千之               | 千之               | 千之               | 千之               | 千之               | 千之               |  |  |          |          |          |          |          |          |  |  |
|              |              |              |              |              |              |  |  |               |               |               |               |               |               |  |  | 永井なつ   | 永井なつ   | 永井なつ   | 永井なつ   | 永井なつ   | 永井なつ   |  |  |             |             |             |             |             |             |  |  | 千之               | 千之               | 千之               | 千之               | 千之               | 千之               |  |  |          |          |          |          |          |          |  |  |
|              |              |              |              |              |              |  |  |               |               |               |               |               |               |  |  |            |            |            |            |            |            |  |  | 義夫        |             |             |             |             |             |  |  |                    |                    |                    |                    |                    |                    |  |  |          |          |          |          |          |          |  |  |
|              |              |              |              |              |              |  |  |               |               |               |               |               |               |  |  |            |            |            |            |            |            |  |  |             |             |             |             |             |             |  |  |                    |                    |                    |                    |                    |                    |  |  |          |          |          |          |          |          |  |  |
|              |              |              |              |              |              |  |  |               |               |               |               |               |               |  |  | 久太郎     |            |            |            |            |            |  |  |             |             |             |             |             |             |  |  |                    |                    |                    |                    |                    |                    |  |  |          |          |          |          |          |          |  |  |
|              |              |              |              |              |              |  |  |               |               |               |               |               |               |  |  |            |            |            |            |            |            |  |  |             |             |             |             |             |             |  |  |                    |                    |                    |                    |                    |                    |  |  |          |          |          |          |          |          |  |  |
|              |              |              |              |              |              |  |  |               |               |               |               |               |               |  |  |            |            |            |            |            |            |  |  | 義一        |             |             |             |             |             |  |  |                    |                    |                    |                    |                    |                    |  |  |          |          |          |          |          |          |  |  |
|              |              |              |              |              |              |  |  |               |               |               |               |               |               |  |  |            |            |            |            |            |            |  |  |             |             |             |             |             |             |  |  |                    |                    |                    |                    |                    |                    |  |  |          |          |          |          |          |          |  |  |
|              |              |              |              |              |              |  |  |               |               |               |               |               |               |  |  | むめ       | むめ       | むめ       | むめ       | むめ       | むめ       |  |  | 義之        | 義之        | 義之        | 義之        | 義之        | 義之        |  |  |                    |                    |                    |                    |                    |                    |  |  |          |          |          |          |          |          |  |  |
|              |              |              |              |              |              |  |  |               |               |               |               |               |               |  |  | むめ       | むめ       | むめ       | むめ       | むめ       | むめ       |  |  | 義之        | 義之        | 義之        | 義之        | 義之        | 義之        |  |  |                    |                    |                    |                    |                    |                    |  |  |          |          |          |          |          |          |  |  |
|              |              |              |              |              |              |  |  |               |               |               |               |               |               |  |  |            |            |            |            |            |            |  |  | 義顕        |             |             |             |             |             |  |  |                    |                    |                    |                    |                    |                    |  |  |          |          |          |          |          |          |  |  |
|              |              |              |              |              |              |  |  |               |               |               |               |               |               |  |  |            |            |            |            |            |            |  |  |             |             |             |             |             |             |  |  |                    |                    |                    |                    |                    |                    |  |  |          |          |          |          |          |          |  |  |
|              |              |              |              |              |              |  |  |               |               |               |               |               |               |  |  | 田中豊蔵   | 田中豊蔵   | 田中豊蔵   | 田中豊蔵   | 田中豊蔵   | 田中豊蔵   |  |  | 繁          | 繁          | 繁          | 繁          | 繁          | 繁          |  |  |                    |                    |                    |                    |                    |                    |  |  |          |          |          |          |          |          |  |  |
|              |              |              |              |              |              |  |  |               |               |               |               |               |               |  |  | 田中豊蔵   | 田中豊蔵   | 田中豊蔵   | 田中豊蔵   | 田中豊蔵   | 田中豊蔵   |  |  | 繁          | 繁          | 繁          | 繁          | 繁          | 繁          |  |  |                    |                    |                    |                    |                    |                    |  |  |          |          |          |          |          |          |  |  |
|              |              |              |              |              |              |  |  |               |               |               |               |               |               |  |  |            |            |            |            |            |            |  |  | 儀一        |             |             |             |             |             |  |  |                    |                    |                    |                    |                    |                    |  |  |          |          |          |          |          |          |  |  |
|              |              |              |              |              |              |  |  |               |               |               |               |               |               |  |  |            |            |            |            |            |            |  |  |             |             |             |             |             |             |  |  |                    |                    |                    |                    |                    |                    |  |  |          |          |          |          |          |          |  |  |

| 平岡梓 | 父: 平岡定太郎 | 祖父: 平岡太吉   | 曾祖父: 平岡太左衛門 |
| 平岡梓 | 父: 平岡定太郎 | 祖父: 平岡太吉   | 曾祖母: -            |
| 平岡梓 | 父: 平岡定太郎 | 祖母: 平岡つる   | 曾祖父: 寺岡久平     |
| 平岡梓 | 父: 平岡定太郎 | 祖母: 平岡つる   | 曾祖母: -            |
| 平岡梓 | 母: 平岡なつ   | 祖父: 永井岩之丞 | 曾祖父: 三好長済     |
| 平岡梓 | 母: 平岡なつ   | 祖父: 永井岩之丞 | 曾祖母: -            |
| 平岡梓 | 母: 平岡なつ   | 祖母: 永井高     | 曾祖父: 松平頼位     |
| 平岡梓 | 母: 平岡なつ   | 祖母: 永井高     | 曾祖母: 佐々木氏     |

## 著書
- 『伜・三島由紀夫』（文藝春秋、1972年5月。文春文庫、1996年11月10日）
  - 雑誌『諸君!』1971年12月号-1972年4月号に連載されたもの。
  - 文庫版には、徳岡孝夫の解説あり。
- 『伜・三島由紀夫（没後）』（文藝春秋、1974年6月30日） 
  - 上記本の続編で、三島事件裁判や川端康成について回想している。妻・倭文重との対談もあり。